# Маркелов, Евгений Владимирович
Евге́ний Влади́мирович Марке́лов (3 февраля 1962, Новосибирск — 9 сентября 2010, Москва) — российский педагог-новатор, основатель и первый директор московской Школы-интерната «Интеллектуал», кандидат исторических наук, археолог.

## Биография
Евгений Маркелов родился в 1962 году в Новосибирске. В трёхлетнем возрасте вместе с родителями переехал в Москву. Окончил исторический факультет Московского государственного педагогического института им. В. И. Ленина в 1984 году. Преподавал историю в московских школах № 682 (1984—1992), № 19 им. В. Г. Белинского (1992—2002) и лицее № 1303 (2002-2010).
Во время обучения в институте Евгений Маркелов проявлял интерес к истории России XV—XVI веков, занимался темой «Иностранцы о России», однако затем заинтересовался историей русской общественной мысли XIX века. В 2000 году защитил диссертацию на соискание степени кандидата исторических наук по теме «А. И. Герцен и М. Н. Катков. Борьба охранительного и демократического направлений в русской публицистике».
Археологией занимался с 1976 года. Ещё во время учёбы в институте начал руководить детскими экспедициями в Подмосковье, Новгородской области, затем на Соловках.

### Работа в школе-интернате «Интеллектуал»

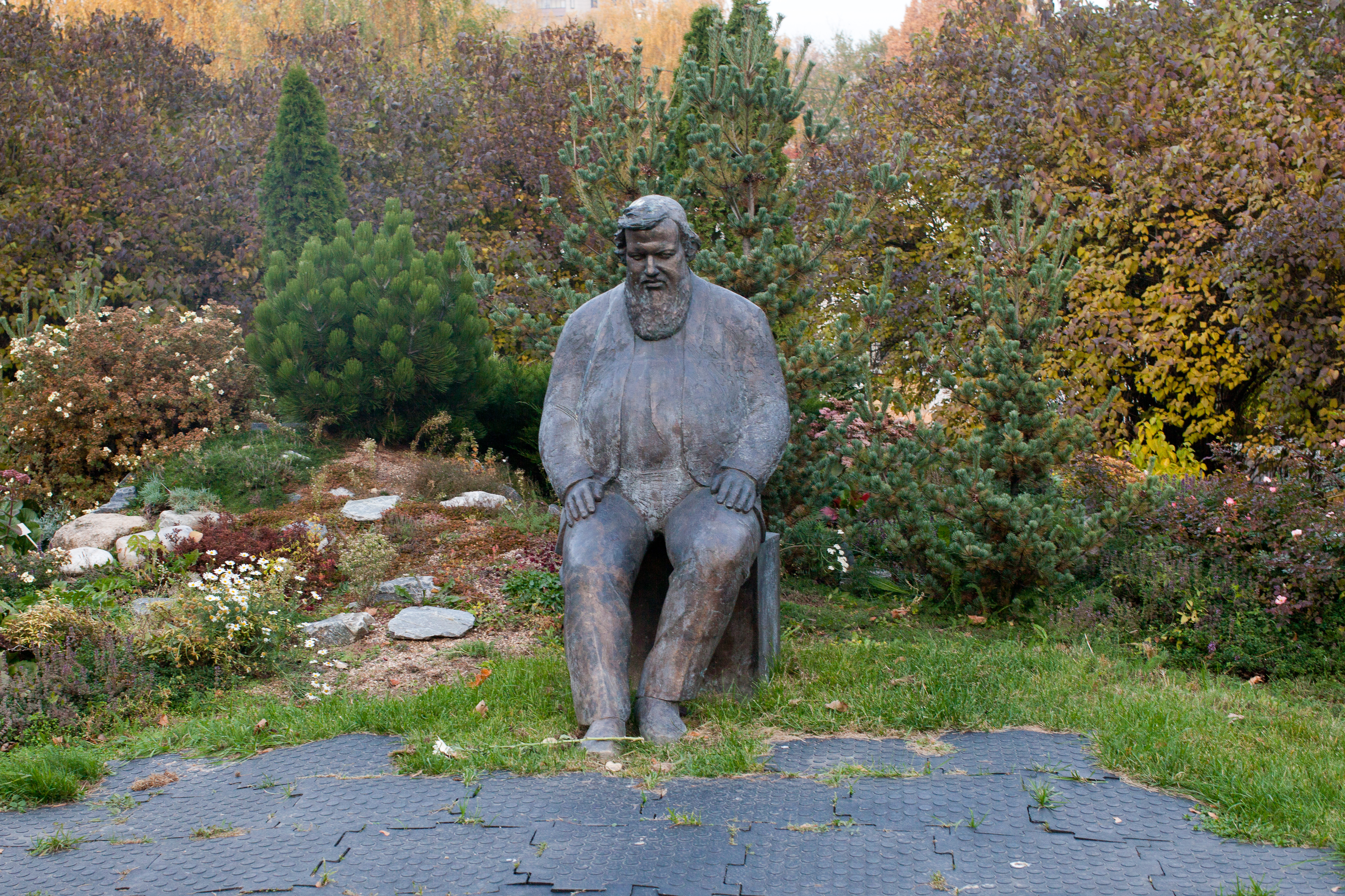
Памятник Евгению Маркелову во дворе школы «Интеллектуал»

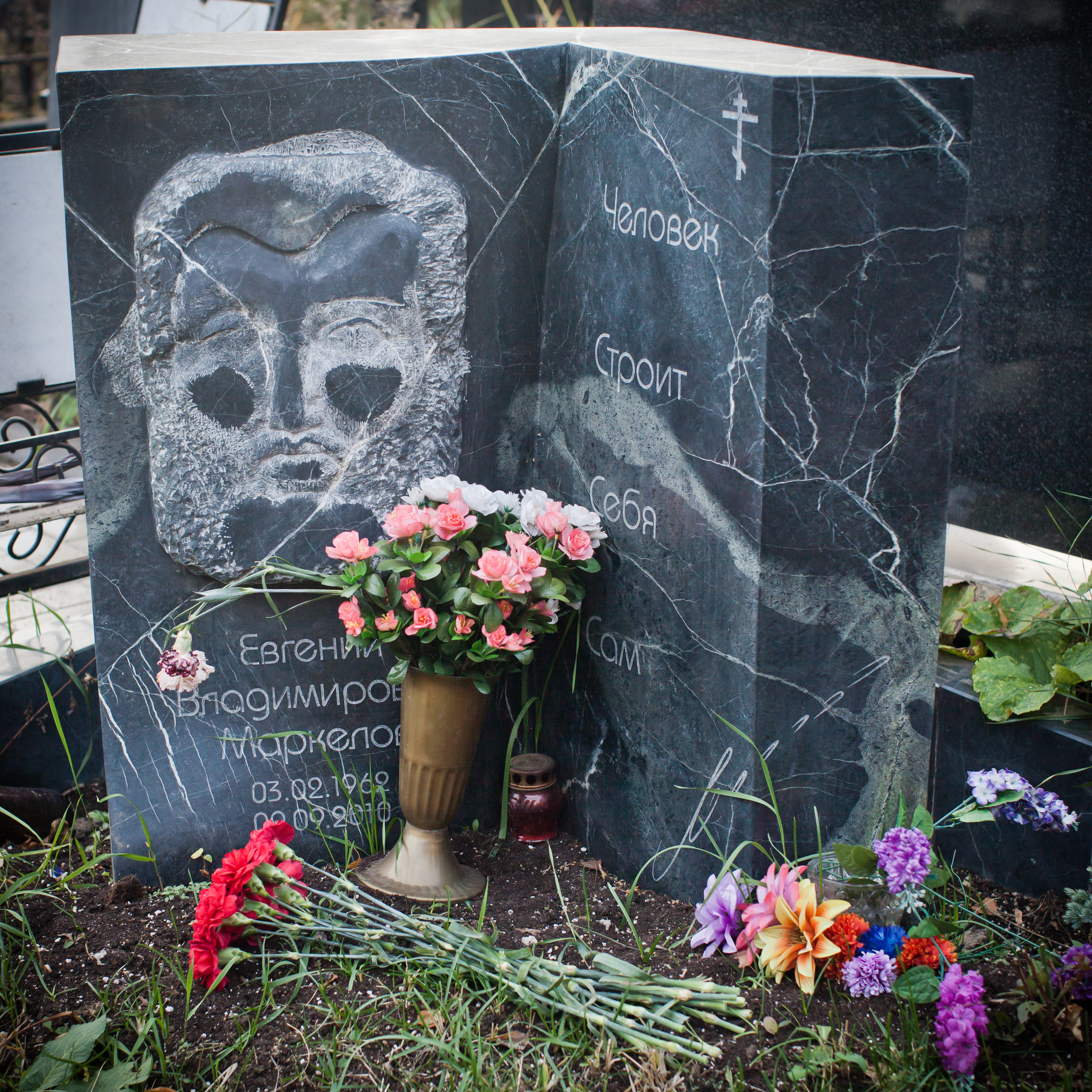
Могила Евгения Маркелова на Востряковском кладбище в Москве

В 2002 году был назначен первым директором экспериментальной Школы-интерната «Интеллектуал» для одарённых детей.
| Кредо «Интеллектуала»: В школу принимаются школьники, характеризующиеся тремя важнейшими качествами: — ярко выраженная потребность в знаниях, любовь к напряженной умственной деятельности; — высокий интеллект (развитое логическое мышление, критический ум, достаточная эрудиция); — достаточная работоспособность и организованность, позволяющая много трудиться и при этом успевать заниматься спортом, посещать по вечерам кружки и студии по интересам. |

Символ школы — белая ворона в магистерской шапочке, сидящая на стопке книг — был предложен самим Евгением Маркеловым. Евгению Владимировичу за несколько лет удалось создать уникальную, авторскую школу. По мнению уполномоченного по правам ребёнка в Москве Евгения Бунимовича, Маркелов был одной из самых ярких личностей в современном российском образовании. В основе его методики лежит индивидуальный подход к каждому ребёнку, создание условий для раскрытия именно его талантов.

Мой кабинет открыт всегда. Принимаю всех тогда, когда им это необходимо. Готов ответить на вопросы всякого, кто назовётся именем своим.
— из автобиографии
Евгений Маркелов скончался 9 сентября 2010 года в результате сердечного приступа. Похоронен на Востряковском кладбище в Москве.